# 실리선
실리선은 포석선의 한 종류로, 바둑판의 제3선을 뜻한다. 집을 짓기 쉽고, 귀와 변 쪽의 실리에 강한 특징이 있다.